# Kimono

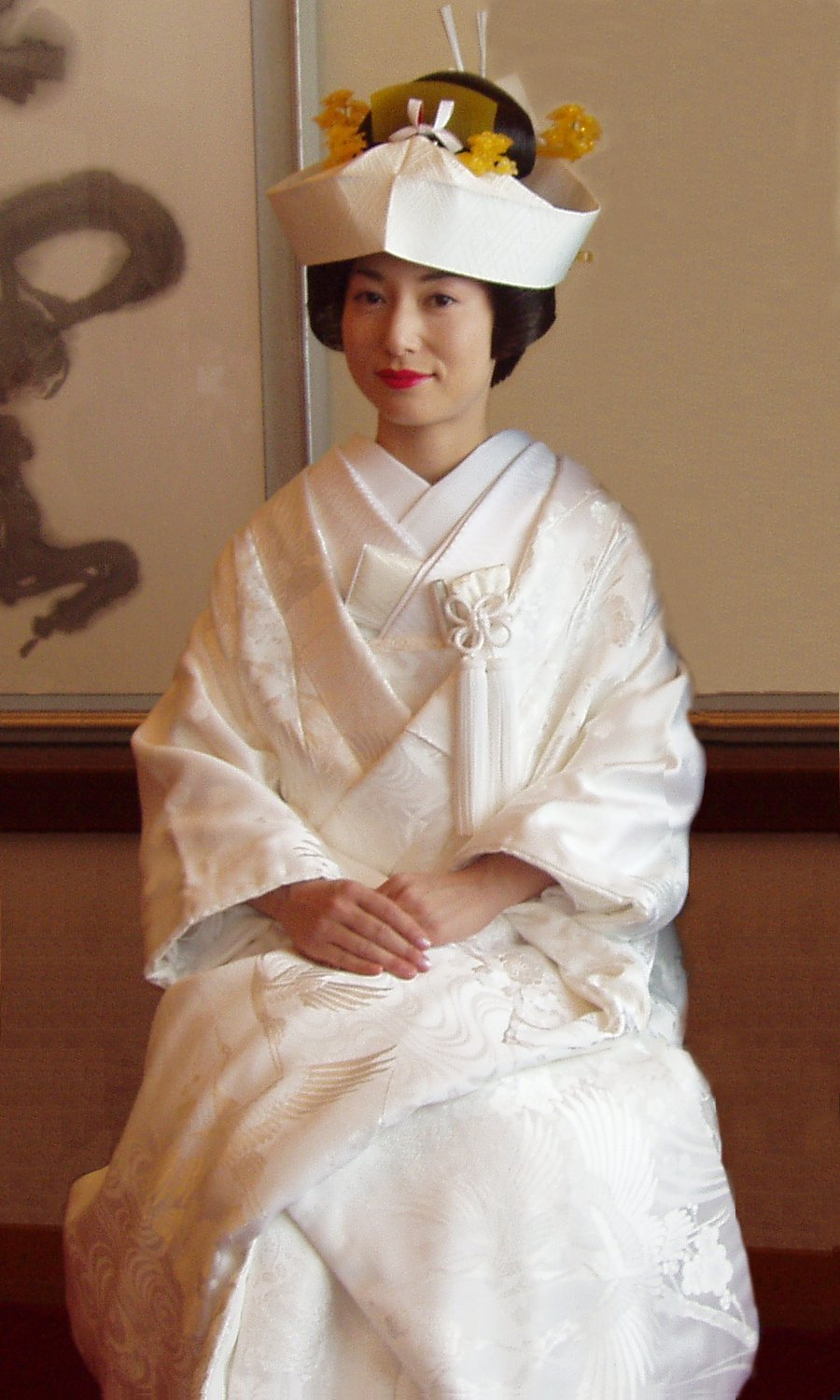
Svatební kimono

Kimono (japonsky: 着物, doslova „oděv“, „šat“) je tradiční japonský oděv. Původně slovo kimono označovalo všechny typy oblečení, ale později se začalo používat pro zvláštní typ tradičního plně dlouhého roucha. Originální a přesný název by měl být wafuku (和服, doslova „oblečení japonského stylu“).
Kimona jsou rovně střižená roucha tvaru T sahající po kotníky, s límcem a širokými, dlouhými rukávy. Kimona se vážou kolem těla, vždy levou stranou přes pravou (výjimkou je pouze oblékání mrtvého při pohřbu) a upevněná širokým pásem nazývaným obi, který je obvykle vázán vzadu. Kimona se většinou nosí s tradiční obuví (především s dřeváky geta nebo sandály zóri) a „ponožkami“ s odděleným palcem – tabi.

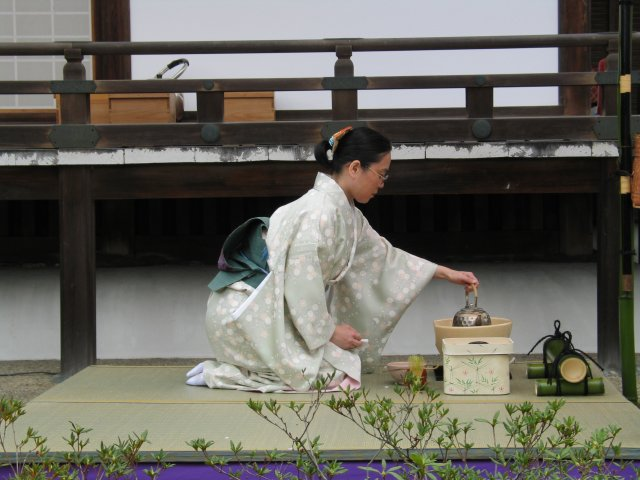
Ukázka čajového obřadu

Dnes kimono nosí především ženy, a při zvláštních příležitostech. Tradičně nosí svobodné ženy při zvláštních příležitostech kimono nazývané furisode, které má rukávy až k zemi. Už jen velmi málo žen, hlavně starších, a ještě méně mužů nosí kimono jako běžné oblečení. Tradiční japonské oblečení rovněž nosí muži a ženy určitých tradičních povolání jako jsou např. šintoističtí a buddhističtí kněží, šintoistické kněžky miko a gejši a osoby věnující se tradičním uměním (čajový obřad, ikebana, kaligrafie ap). Japonci si často oblékají kimono i při zvláštních a formálních příležitostech (svatbách, pohřbech, promocích…). Zvláštní druhy kimon pak nosí ženy i muži při určitých druzích sportu, jako je např. kendó. Profesionální zápasníci sumó jsou často vídáni v kimonech, protože je u nich vyžadováno nošení tradičního japonského oblečení, kdykoliv se objeví na veřejnosti.
Nadšenci pro kimona mohou také v Japonsku navštěvovat lekce jak oblékat a nosit kimono. Hodiny se týkají vybírání vzorů a látek odpovídajících ročnímu období a příležitosti, sladění spodních dílů kimona a doplňků, vrstvení spodních dílů kimona podle přesného významu, výběr a vázání obi a další témata. Existují i kluby zaměřené na kulturu kimona jako Kimono de Ginza.

## Historie
První kimona byla silně ovlivněna tradičním čínským oblečením zvaným hanfu kvůli značnému kulturnímu propojení mezi Čínou a Japonskem už v 5. století n. l. Avšak samotná čínská móda přišla mezi Japonce až v 8. století, kdy se překrývání límce stalo charakteristické hlavně pro ženskou módu. Během japonského období Heian (794–1192) začalo být kimono více stylizované, přestože se přes něj pořád nosila polosukně zvaná mo. Během období Muromači (1392–1573) se začalo nosit kosode – spodní prádlo dříve na úrovni kimona, ale už bez kalhot zvaných hakama, to dalo za vznik upevňování kimon pomocí pásu obi. Během období Edo (1603–1876) se postupně rozšiřoval trend prodlužování rukávů, hlavně mezi svobodnými ženami obi začala být širší, s různými novými styly vázání. Od té doby zůstala jak ženská tak mužská kimona v podstatě nezměněna.

## Materiály

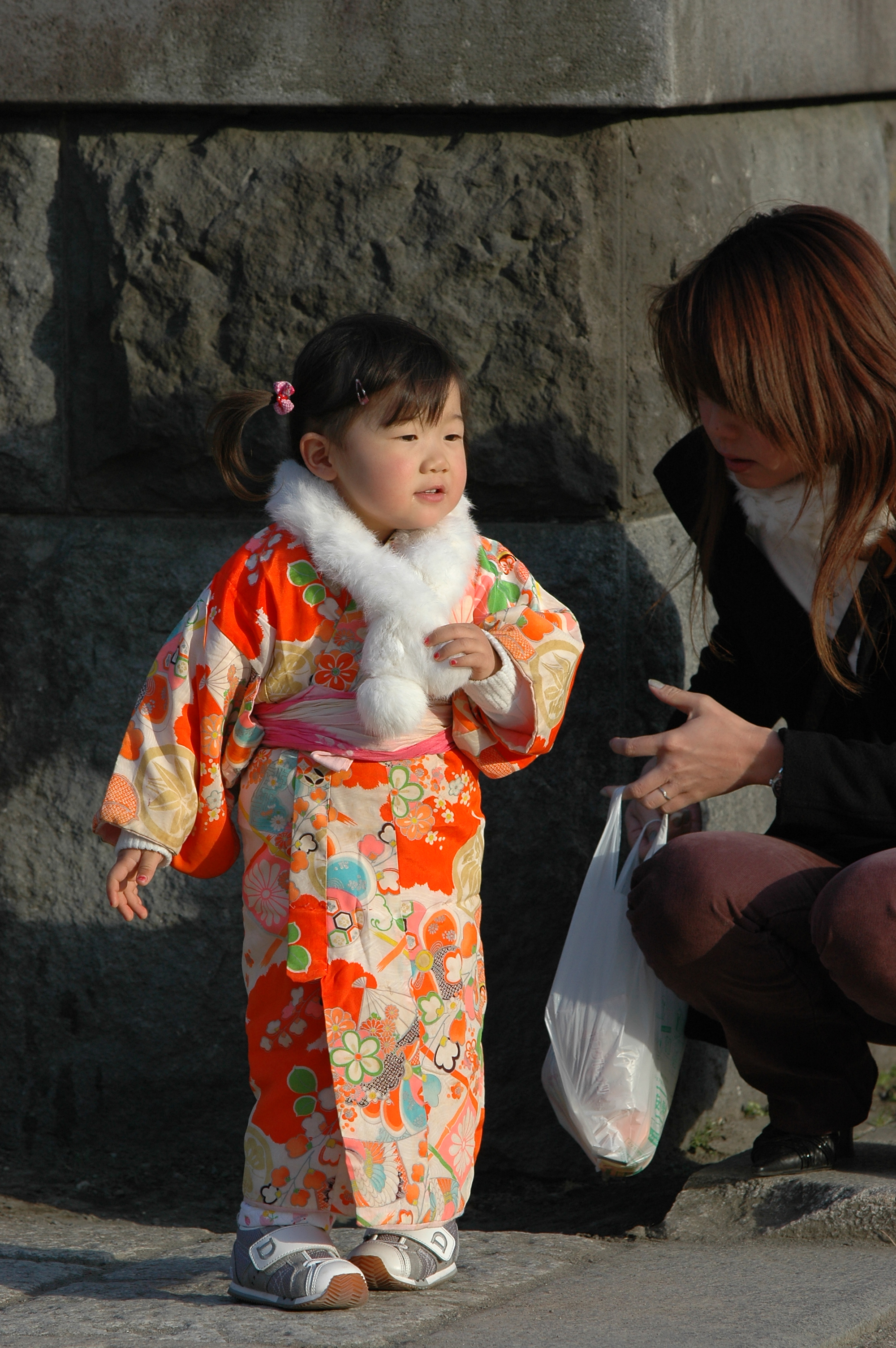
Dětské kimono

Kimona pro muže jsou dostupná v různých velikostech, ale kimona pro ženy jsou typicky stejně velká a jsou přizpůsobována různým rozměrům těla zahýbáním a skládáním. Ideálně ušité kimono má rukávy končící u zápěstí, když jsou ruce spuštěné. Mužské kimono by mělo být o něco delší než je mužova postava a přebytečná délka se v pase zapošívá. Ženské kimona je delší asi o 20 cm než postava jeho majitelky, aby bylo možné vytvořit ohašori – sklad, který je vidět pod obi.
Kimona jsou vyráběna z jednoho kusu látky zvaného tan. Jednotlivé kusy jsou přibližně 36 cm široké a 11,5 metru dlouhé (dostatečně pro kimono pro dospělého) a kimono se šije z celého kusu látky. Hotové kimono sestává ze čtyř hlavních pruhů látky: dva kryjí tělo a dva tvoří rukávy a další menší pruhy tvoří úzký přední díl a límec. V dřívějších dobách bylo při praní kimono obvykle rozpáráno na jednotlivé části, a poté opět ručně sešito. Díky tomu, že kusy látky zůstávají při výrobě kimona v celku, může být kimono bez problému přešito pro jiného člověka.
Maximální délka rukávu je určena šíří látky. Vzdálenost od středu páteře ke konci rukávu nemůže přesáhnout délku dvounásobku šíře látky. Tradiční látky pro výrobu kimona nebyly širší než 36 cm. Proto vzdálenost od páteře k zápěstí nemohla být větší než 68 cm. Moderní materiály pro výrobu kimona jsou tkány v šíři 42 cm, aby vyhovovaly současným rozměrům Japonců. Hodně vysocí nebo silní lidé, jako zápasníci sumó, musí mít kimona šitá na míru z více kusů látky dohromady, nebo z látek utkaných na míru.

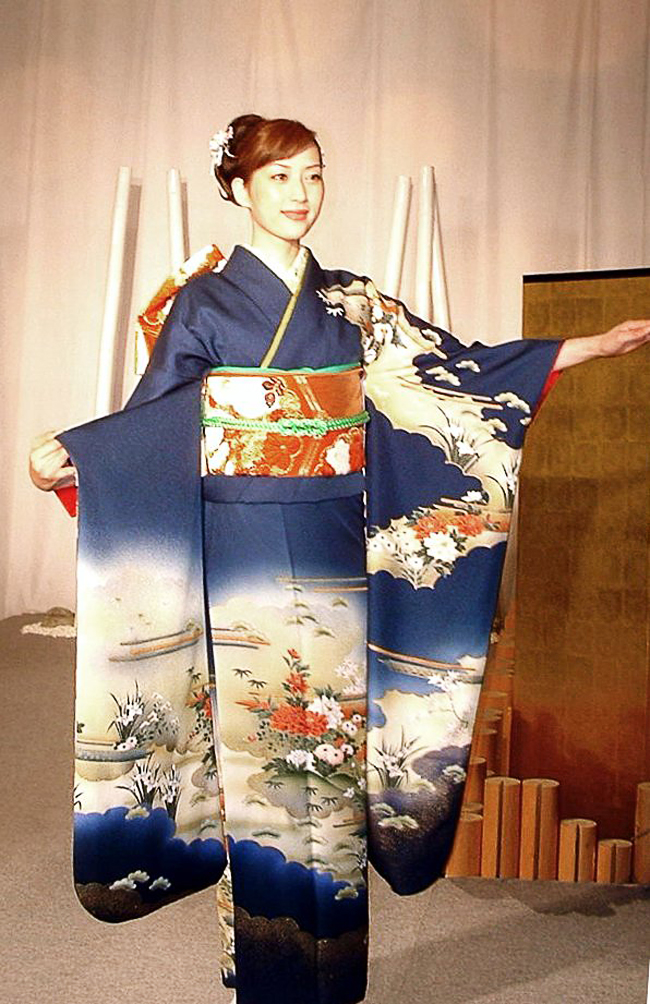
Mladá Japonka ve furisode

Tradiční kimona jsou ručně šitá a i látky jsou často ručně tkané a dekorované. Různé techniky jako barvení júzen se používají pro aplikaci zdobení a vzorů na základní látce. Opakující se vzory, které pokrývají velkou plochu kimona jsou tradičně zhotovovány technikou júzen a šablonou. Během let probíhaly různé změny v barvách, látkách, stylech i v doplňcích jako je obi.
Kimona a obi jsou tradičně vyráběna z hedvábí, hedvábného brokátu, hedvábného krepu (jako čirimen) a saténových tkanin (jako rinzu). Moderní kimona jsou také široce dostupná v levnějších a na údržbu snazších materiálech jakou je umělé hedvábí, bavlněný satén, bavlna, polyester a jiná syntetická vlákna. Hedvábí je přesto považovanou za ideální materiál a je nutností pro formální příležitosti.
Podle zvyku jsou tkané vzory a opakující se barvené vzory považovány za neformální. Formální kimono má vzor ve volném stylu malovaný po celém povrchu nebo kolem okraje. V období Heian se kimono nosilo s až 12 barevně rozdílnými vrstvami a každá barevná kombinace měla svůj název a vzorec. Dnes má kimono obvykle jeden vrchní díl a jednu spodničku. Vzor kimona může také napovídat, ve kterém ročním období by se mělo nosit. Například kimono se vzorem s motýli nebo květy třešně by se nosilo na jaře. Vzory s motivy vody jsou běžné v létě. Oblíbeným podzimním motivem je červenohnědý list japonského javoru a na zimu mohou motivy znázorňovat bambus, borovice a květy švestky.
Stará kimona se často různými způsoby „recyklují“: upravují se na haori, hijoku, nebo kimona pro děti, používají se na opravu podobných kimon, pro výrobu kabelek a podobných doplňků, na výrobu obalů, tašek a krabiček pro různý obsah – zvlášť na sladkosti pro čajové obřady. Kimono s poškozením pod úrovní pasu se také může nosit s kalhotami hakama, aby se skryla poškození. V minulosti zkušení řemeslníci pracně vybírali hedvábné nitě ze starých kimon a znovu z nich tkali látku pro výrobu heko obi pro mužská kimona. Metoda používání „recyklované příze“ se nazývá saki-ori.

## Cena

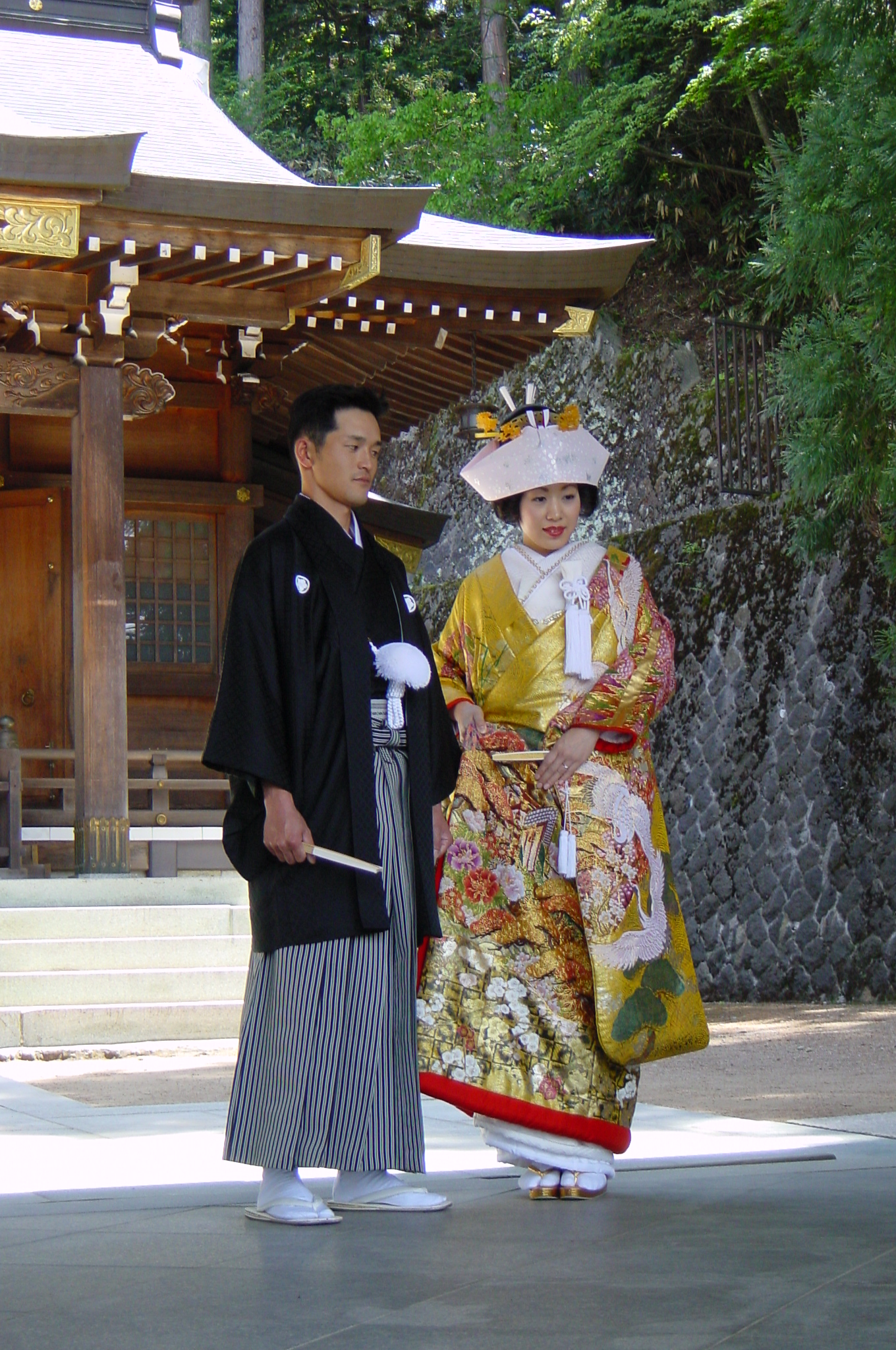
Ženich a nevěsta v tradičních kimonech

Kimona mohou být velmi drahá. Cena ženského kimona může snadno přesáhnout 10 000 US$. Kompletní šaty – kimono, spodní části, obi, vázanky, tabi, obuv a doplňky, může přesáhnout 20 000 US$. Jen samotné obi může stát několik tisíc dolarů. Přesto je ale většina kimon, která vlastní nadšenci nebo umělci zabývající se tradičním uměním mnohem levnější. Zruční lidé si šijí vlastní kimona a spodní díly podle standardních vzorů nebo „recyklováním“ starých kimon. Levnější a strojově vyráběné látky mohou být náhradou za tradiční, ručně barvené hedvábí. V Japonsku jsou běžně k dostání i použitá kimona v různých cenových relacích. Má-li kupující štěstí, dá se v bazaru či na trhu se starožitnostmi sehnat poměrně kvalitní hedvábné kimono nebo brokátové obi za pouhých 2000 jenů (zhruba 300 Kč). Nová ženská obi ale většinou zůstávají nákladnou záležitostí, nezřídka bývají dražší než kimono samotné a na jejich výrobu je třeba zkušených odborníků. Mužská obi, i ta vyrobená z hedvábí, bývají většinou mnohem levnější, protože jsou užší, kratší a mnohem méně dekorativní než ta ženská.

## Styly
Kimona se liší od extrémně formálních až po běžná. Úroveň formálnosti u ženských kimon je obvykle určena vzorem, látkou a barvou. Mladé ženy nosí kimono s delšími rukávy značící že jsou svobodné a jejich kimona bývají propracovanější než jednoduchá formální kimona pro starší ženy. Mužská kimona mají většinou stejný střih a jsou obvykle v tlumených barvách. Formálnost je také určována typem a barvou doplňků, látkou, počtem nebo absencí kamon (rodinné znaky) – 5 znaků značí extrémní formálnost. Hedvábí je nejvhodnějším a nejformálnějším materiálem. Kimona šitá z bavlny nebo polyesteru jsou neformální.

### Ženská kimona
Hodně moderních Japonek se bez pomoci při oblékání kimona neobejde. Tradiční ženské kimono se skládá z dvanácti a více jednotlivých částí, které se nosí, kombinují a upevňují předepsaným způsobem a asistence licencovaného oblékače může být potřeba. Většinou se objednávají pro zvláštní příležitosti. Oblékači kimona pracují také v kadeřnických salónech a jezdí i k zákazníkům domů.
Volba odpovídajícího typu kimona vyžaduje znalosti o symbolice oděvu, která odráží věk ženy, její úroveň a stupeň formálnosti dané příležitosti.

#### Kurotomesode

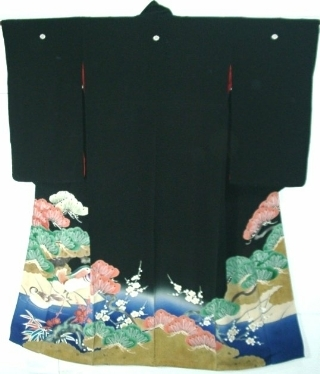
Kurotomesode

(黒留袖) černé kimono se vzorem pouze pod úrovní pasu. Kurotomesode je nejformálnější kimono pro vdané ženy. Často je nosí matky nevěsty a ženicha na svatbách. Kurotomesode mají většinou pět rodových znaků kamon vytištěných na rukávech, hrudi a zádech kimona.

#### Furisode

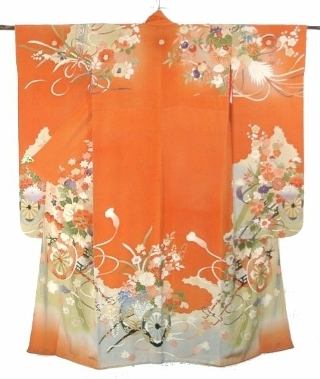
Furisode

(振袖) furisode doslova znamená vlající rukávy – rukávy furisode jsou obvykle dlouhé 100–106 cm. Furisode je nejformálnější kimono pro svobodné ženy, s barevným vzorem po celém povrchu roucha. Obvykle se nosí při svátku dospělosti (seidžin šiki), promoci, nebo je nosí svobodné příbuzné nevěsty a ženicha při svatební hostině.

#### Irotomesode

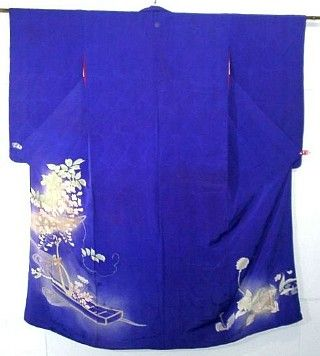
Irotomesode

(色留袖) jednobarevné kimono se vzorem pouze pod úrovní pasu. Irotomesode je o něco méně formální než kurotomesode. Nosí je vdané ženy, často blízké příbuzné nevěsty a ženicha na svatbě. Irotomesode může mít tři až pět kamon.

#### Hómongi

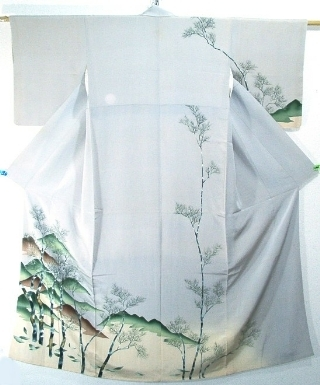
Hōmongi

(訪問着) doslovně znamená oblečení na návštěvy. Je charakteristické vzorem který přechází přes ramena, lemy a rukávy. Hómongi má o něco vyšší postavení než jeho blízký příbuzný Cukesage. Hómongi mohou nosit svobodné i vdané ženy, často je nosí přítelkyně nevěsty s ženicha na svatbě, nebo na recepcích. Může být nošeno i při formálních večírcích.

#### Cukesage

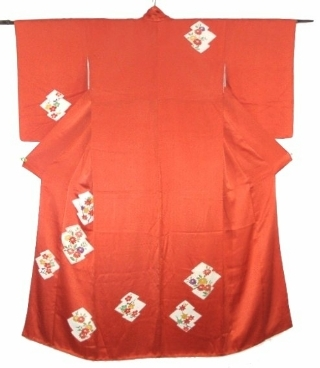
Tsukesage

(付け下げ) má jednodušší vzor který pokrývá menší plochu – většinou pod úrovní pasu – než formálnější Hómongi. Mohou je nosit i vdané ženy.

#### Iromudži

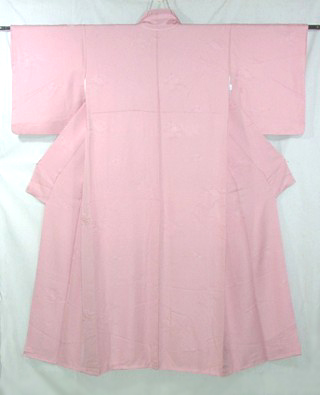
Iromuji

(色無地) jednobarevné kimono, které mohou nosit svobodné i vdané ženy. Nejčastěji se nosí při čajových obřadech. Barvené hedvábí může mít vzor (rinzu, podobné žakardu), ale nemá žádné barevně odlišné vzorování.

#### Komon

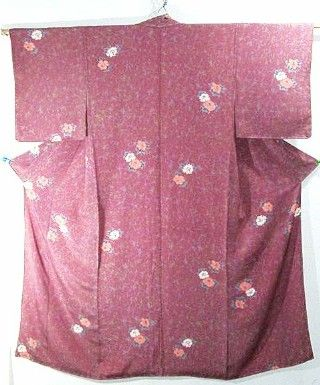
Komon

(小紋) „jemný vzor“. Jsou to kimona s jemným pravidelným vzorem na celém rouchu. Tento styl kimona je neformální, kombinuje se nejčastěji s neformálním obi neboli nagoja obi. Používá se na běžné „vycházkové“ nošení a mohou ho nosit svobodné i vdané ženy.

#### Edo Komon

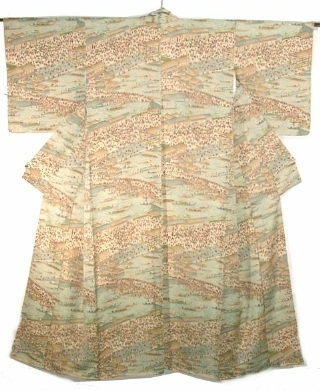
Edo Komon

(江戸小紋) je typ kimona komon charakteristický drobnými tečkami v hustém vzoru, který tvoří větší obrazce. Technika barvení Edo komon pochází od samurajů z období Edo. Kimono s tímto vzorem je na stejné úrovni jako iromudži a pokud má kamon, může být nošeno jako oblečení na návštěvy (ekvivalent cukesage nebo hómongi)

#### Učikake

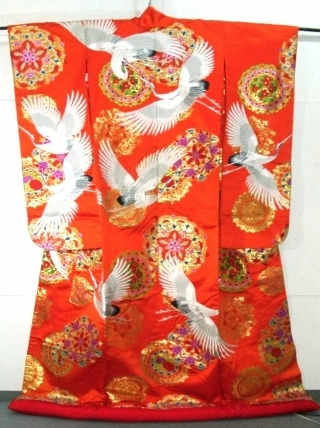
Učikake

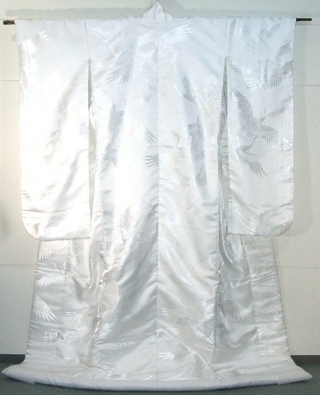
Bílé Učikake

Učikake je velmi formální kimono, které nosí jen nevěsty, nebo tanečnice či herci při uměleckých vystoupeních. Učikake je obvykle bohatě zdobené a nosí se přes vlastní kimono a obi jako plášť. Proto se přes ně obi nikdy neváže. Mělo by se táhnout po zemi, proto je jeho spodní lem zatížený vycpáním. Učikake nevěsty může být buď úplně bílé, nebo naopak velmi barevné – častá základní barva je červená.

#### Susohiki / Hikizuri

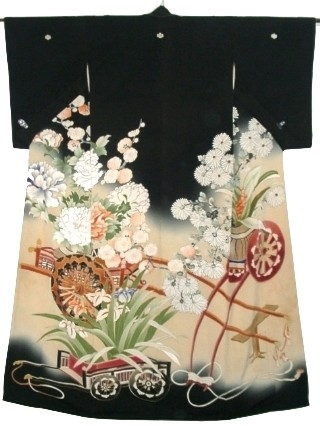
Susohiki

Susohiki nejčastěji nosí gejši nebo tanečnice při vystoupeních tradičního japonského tance. Oproti normálnímu kimonu je poměrně dlouhé, protože by se mělo vléct po podlaze. Susohiki doslova znamená „vléct spodní lem“. Běžné kimono pro ženu je dlouhé přibližně 1,5–1,6 m, susohiki může měřit až 2 m. Gejši a maiko proto nosí při chůzi venku sukni přizvednutou, čímž také mohou ukázat své krásné „spodničky“ nagadžuban.

### Mužská kimona
Na rozdíl od ženských kimon jsou ta mužská mnohem jednodušší. Obvykle se skládají z maximálně pěti částí, nepočítáme-li obuv.
Rukávy mužského kimona jsou spojené s tělem, pouze několik centimetrů na konci je volných. Ženská kimona mají naopak rukávy většinou otevřené. Rukávy mužského kimona jsou kratší, aby nepřekážely při vázáni obi kolem pasu, zatímco u ženského kimona mohou dlouhé volné rukávy viset kolem obi bez toho, aby překážely.
V současnosti je největší rozdíl mezi mužskými kimony druh látky. Tradiční kimono je v tmavých tlumených barvách jako je černá, tmavě modrá, zelená a hnědá. Látky jsou většinou matné. Některé materiály mají jemný vzor a kimona pro denní nošení se často šijí z texturovaných látek. Kimona pro běžné nošení mohou mít i jasnější barvy jako je světlejší fialová, zelená a modrá. Zápasníci sumo někdy nosí i kimono v docela jasných barvách jako je fuchsiová.
Nejformálnější mužské kimono je čistě černé s pěti kamon na hrudi, rukávech a zádech. O něco méně formální jsou kimona s třemi kamon. Ta se obvykle nosí s bílými spodními díly a doplňky.
Téměř každé kimono může získat na formálnosti přidáním kalhot hakama a haori.

### Doplňky kimona a další části
- Nagadžuban (長襦袢, nebo jednoduše džuban) je plášť ve tvaru kimona, který nosí ženy i muži pod vrchním rouchem. Protože hedvábná kimona jsou náročná na údržbu a čištění, nagadžuban je chrání od kontaktu s pokožkou nositele. Z celého nagadžuban je vidět pouze límec, který nepřekrývá vlastní kimono. Nagadžuban má často vyměnitelný límec, aby se mohl přizpůsobit vrchnímu kimonu a aby šel lehce vyměnit bez toho, aby se musel celý oděv prát. I když je nejformálnější typ Nagadžuban čistě bílý, často jsou krásně zdobené a vzorované jako vnější kimono. Protože mužská kimona mají většinou velmi nenápadné vzory a tlumené barvy, nagadžuban dovoluje skrytě použít velmi nápadité motivy a barvy.
- Hadadžuban (肌襦袢) je jemná spodnička vypadající jako zjednodušené kimono. Nosí je ženy pod nagadžuban.
- Susojoke (裾除け) je jemná zavinovací sukně, která se nosí pod nagadžuban. Někdy je susojoke a hadadžuban spojen v jeden kus.
- Geta (下駄) jsou dřeváky, které nosí ženy i muži společně s jukata. Zvláštní typ dřeváků zvané okobo nosí pouze gejši.
- Hakama (袴) je dělená (Umanori) nebo nedělená sukně (Andon) připomínající široké kalhoty, které tradičně nosí muži, ale dnes je nosí i ženy jako méně formální oblečení]. Hakama má obvykle plisování – košiita (pevná nebo vycpaná část ve spodní části zad nositele) a himo (dlouhé pruhy látky vázané v pase přes obi). Hakama se často nosí při bojových sportech jako je aikido, kendó, iaidó a naginatadó. Ženy nosí hakama při promocích. Liší se od velmi formálních až po běžné, rozdělení závisí na vzoru.
- Haori (羽織) je kabátec v délce buď do pasu nebo do půli stehen, který dodává oblečení na formalitě. Původně nosili haori výhradně muži, dokud se nezměnila móda na konci období Meidži. Dnes je nosí muži i ženy, přičemž ženská haori bývají delší.
- Haori-himo (羽織紐) je pletená tkanice se střapci, kterou se svazuje haori. Nejformálnější barvou je bílá.
- Hijoku (ひよく) je typ spodního kimona, který dřív nosily ženy pod vlastním kimonem. Dnes je nosí už jen při svatbách, nebo při jiných významných společenských událostech.
- Kanzaši (簪) jsou tradiční jehlice do vlasů, které nosí ženy ve složitých účesech, které často doplňují kimono. Tradiční materiály jsou stříbro či jiné kovy, někdy kombinované s látkou, dřevo, lak nebo želvovina. Dnes se však vyrábějí i kanzaši z plastu a jiných nových materiálů.
- Kuši (櫛) je hřebínek do vlasů nošený v tradičním účesu. Tradiční materiály jsou stříbro, dřevo, lak nebo želvovina.
- Kógai (笄) je jiný typ tradiční jehlice do vlasů, dnes již používaný pouze zřídka. Na rozdíl od jehlice kanzaši je masivnější a oba konce jsou rozšířené. Tradičně se kombinuje se dvěma hřebínky kuši. Materiálem je želvovina nebo lakované dřevo.
- Obi (帯) obi je typ ozdobného pásu nošeného společně s kimonem muži i ženami.
- Obiage (帯揚げ) je ozdobný kus látky podobný šátku, který se váže na horní okraj formálního obi. Zakrývá tak všechny spodní tkanice, které by mohly eventuálně vyčuhovat zpod obi, a navíc ještě posiluje pevnost uvázaného obi.
- Obidžime (帯締め) je ozdobná tkanice vázaná přes formální obi. Má účel nejen dekorativní, ale i praktický, protože zajišťuje, aby obi drželo pevně na svém místě. Méně častěji se vyskytuje místo obidžime tzv. obidome, tkanice se speciální drobnou zdobenou sponou, která se spíná vepředu a slouží tak i jako nenápadný doplněk.
- Obi-ita (帯板) je tenká pevná podložka potažená látkou, vkládaná pod ženská obi, aby držela tvar obi. Také se jí říká mae-ita.
- Obimakura (帯枕) neboli „otaiko“ (bubínek). Je malá vycpávka podobná polštářku (makura=polštář), kterou se vycpává ozdobný uzel u formálního obi.
- Datedžime (伊達締め) je tenká pevná šerpa vázaná v bocích pod obi, aby kimono drželo pevně svůj tvar.
- Koši himo (腰紐) jsou tenké stuhy, kterými se v bocích upevňuje kimono při oblékání.
- Tabi (足袋) jsou po kotníky vysoké „ponožky“ s odděleným palcem nošené společně se zóri či jinou tradiční obuví. Vyrábějí se i jako „podkolenky“.
- Waradži (草鞋) jsou slaměné sandály, které dnes většinou nosí jenom mniši.
- Jukata (浴衣) je neformální letní kimono bez podšívky, které je většinou vyrobené z bavlny, lnu nebo konopné příze. Jukata se většinou nosí na venkovní festivaly a nosí je muži i ženy všech věkových kategorií. Nosí se také v onsenu – termálních lázních – kde je běžné, že každé lázně mají jukatu s vlastním vzorem.
- Zóri (草履) jsou látkové, kožené, slaměné nebo v moderní době plastové sandály. Zóri mohou být velmi zdobné, se složitým vyšíváním, nebo naopak úplně jednoduché. Nosí je ženy i muži. Zóri vyrobené ze slámy s bílými pásky jsou pro muže nejformálnější. Mají podobný design jako „žabky“.

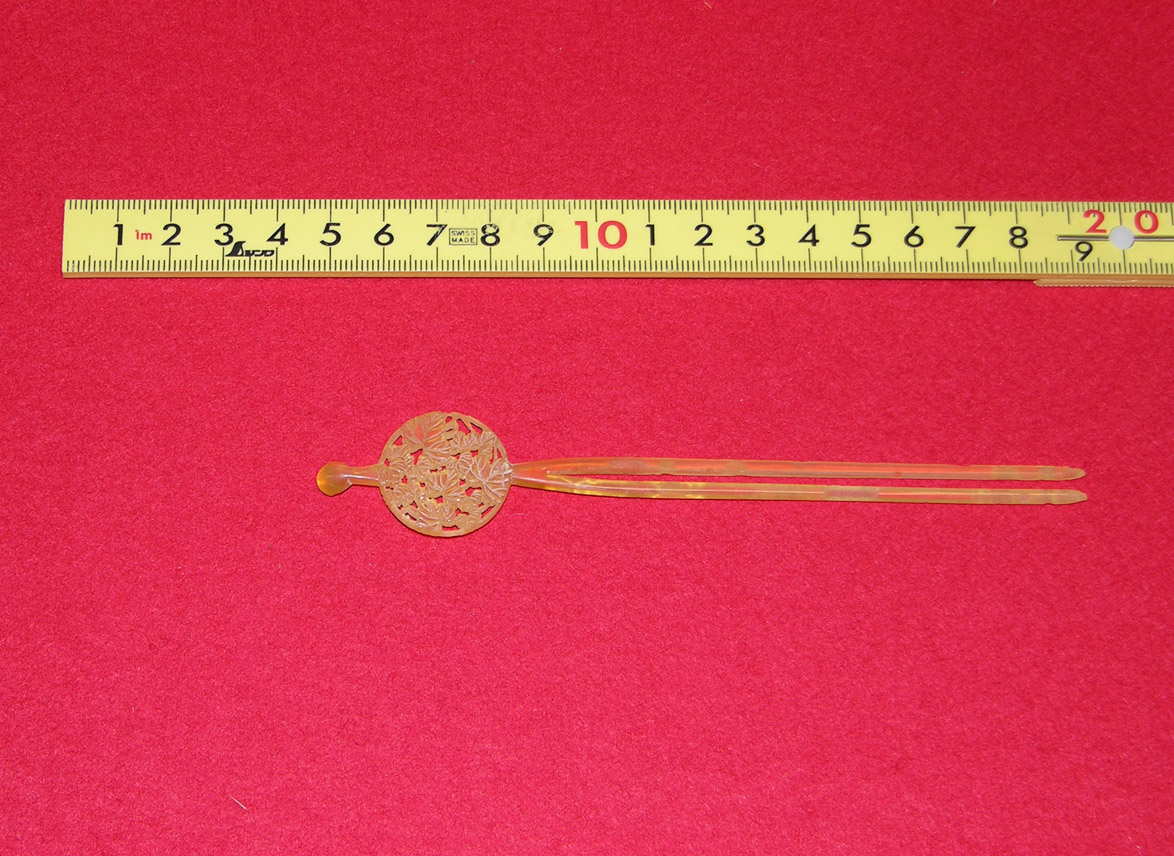
Kanzaši
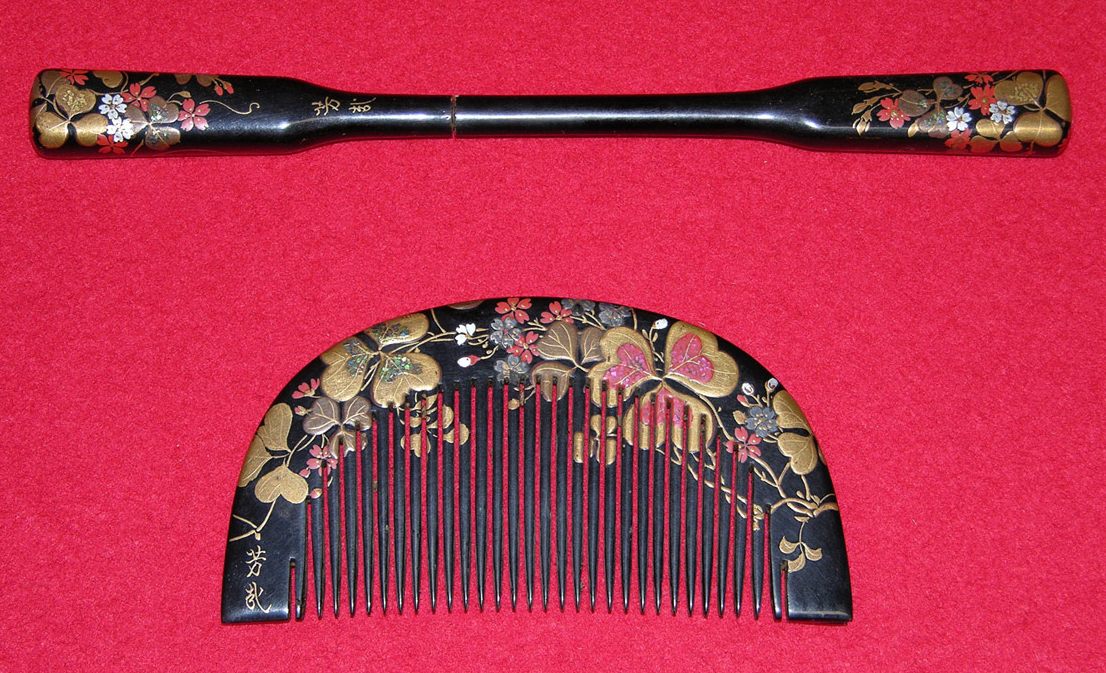
Hřebínek kuši a jehlice kógai

## Péče o kimono

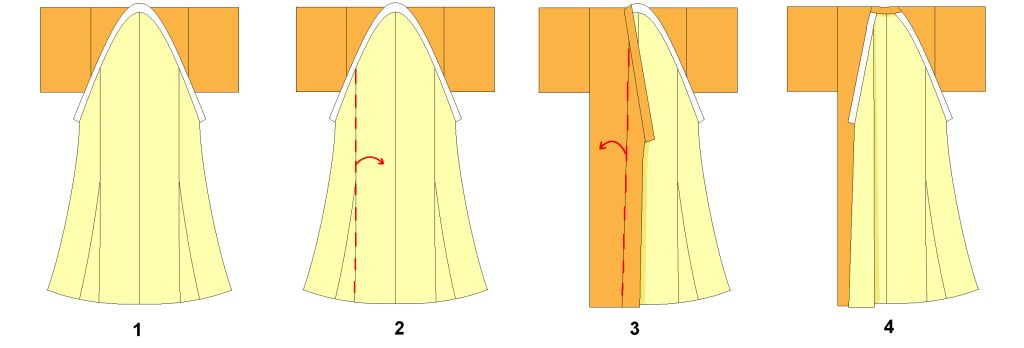
Skládání kimona, část 1

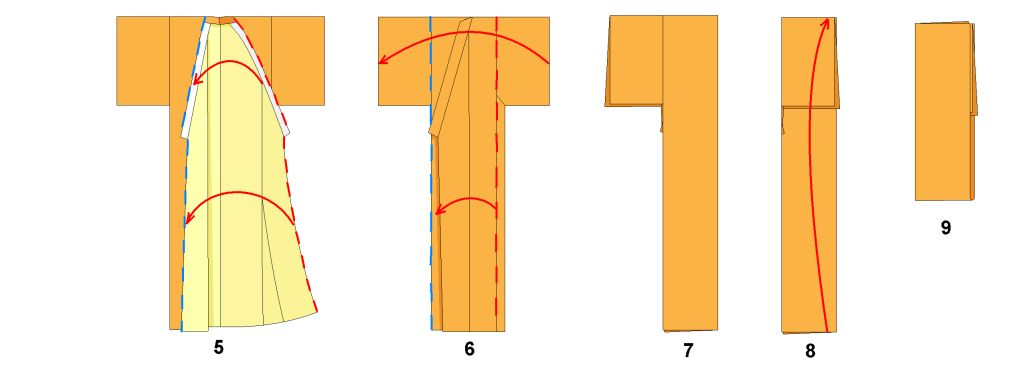
Skládání kimona, část 2

V minulosti muselo být celé kimono při čištění úplně rozpáráno a potom znovu ručně sešito. Tato tradiční metoda čištění se nazývá arai hari. Protože se při čištění kimona musely stehy vyndavat, bylo nutné, aby byla kimona ručně šitá. Arai hari je velmi drahý způsob čištění a je jedním z důvodů klesající obliby kimon. V současnosti už existují moderní materiály a nové způsoby čištění, které čištění usnadňují, ale i přesto se tradiční čištění stále používá a to hlavně u obzvlášť cenných kimon.
Nové kimono ušité zákazníkovi na míru mu bude doručeno s dlouhými stahovacími švy kolem vnějších lemů. Tyto švy se nazývají šicuke ito (zkráceně šicuke). Někdy se před uložením přešívají. Pomáhají předcházet mačkání a udržují jednotlivé vrstvy kimona přesně na sobě.
Jako u dalších tradičních japonských oděvů, i u kimona jsou specifické způsoby, jak ho skládat. Tyto metody skládání chrání kimono při skladování a brání jeho mačkání. Často se kimona skladují zabalená v papíru.
Kimono se musí občas vyvětrat, přinejmenším sezonně a nebo před a po každém nošení. Mnoho lidí si dnes svá kimona nechává čistit chemicky. Přestože je to někdy velmi nákladné, obvykle je to levnější než arai hari a pro některé typy materiálu a barvení není možné tento způsob čištění použít.